# Chapmans gebandeerde mierklauwier
De Chapmans gebandeerde mierklauwier (Thamnophilus zarumae) is een zangvogel uit de familie Thamnophilidae (miervogels). De Nederlandse naam verwijst naar de Amerikaanse ornitholoog Frank Michler Chapman die deze vogel in 1921 geldig heeft beschreven.

## Verspreiding en leefgebied
Deze soort komt voor in Ecuador en Peru en telt twee ondersoorten:
- T. z. zarumae: zuidwestelijk Ecuador en uiterst noordwestelijk Peru.
- T. z. palamblae: noordwestelijk Peru.

## Status
De grootte van de populatie is niet gekwantificeerd maar de soort wordt omschreven als schaars. Op de Rode lijst van de IUCN heeft deze soort de status niet bedreigd.